# شیر تلخک
شیر تلخک (نام علمی: Urospermum picroides) نام یک گونه از سرده شیر تلخک است.